# Rosellinia musispora
Rosellinia musispora är en svampart som beskrevs av Van Ryck. & Verbeken 2000. Rosellinia musispora ingår i släktet Rosellinia och familjen kolkärnsvampar.   Inga underarter finns listade i Catalogue of Life.